# Хари Белафонте
Харолд Џорџ Беланфанти Млађи (енгл. Harold George Bellanfanti Jr.; Харлем, 1. март 1927 — Менхетн, 25. април 2023), познатији као Хари Белафонте (енгл. Harry Belafonte), био је амерички певач, текстописац, глумац и друштвени активиста. Сматра се да је један од најуспешнијих афроамеричких поп звезда у историји. Познат је по надимку „краљ калипса”, због међународне популаризације тог музичког правца педесетих година двадесетог века. Године 1956. издао је албум Calypso, који је био први грамофонски албум продат у више од милион примерака.
Белафонте је био рани присталица Покрета за грађанска права 1950-их и 1960-их година, и један од повереника Мартина Лутера Кинга. Године 1987. постао је глобални амбасадор добре воље.
Белафонте је освојио три Греми награде, укључујући и награду Греми за животно дело, награду Еми и награду Тони.